# Chutes de Numa
Pour les articles homonymes, voir Numa.
Les chutes de Numa (en anglais : Numa Falls) sont une série de chutes d'eau sur la Vermilion River (en) et située en Colombie-Britannique dans le parc national de Kootenay, au Canada.